# Gerdau
Gerdau ist eine Gemeinde inmitten der Lüneburger Heide im Landkreis Uelzen, Niedersachsen. Die Gemeinde Gerdau gehört zur Samtgemeinde Suderburg und liegt am gleichnamigen Fluss Gerdau.

## Gemeindegliederung
Die Gemeinde Gerdau besteht aus den Ortschaften Bargfeld, Barnsen, Bohlsen, Gerdau, Groß Süstedt und Holthusen II. Im Gegensatz zu anderen vereinten Gemeinden ist der namensgebende Ortsteil Gerdau nur der zweitgrößte nach Bohlsen.

## Geschichte
Der Ort wurde 1004 erstmals urkundlich erwähnt, als Herzog Bernhard von Sachsen die curtis gerdauge an das Michaeliskloster in Lüneburg abtrat. Weitere Namen waren 1197 Gherdou, 1302 Gerdowe, 1322 villa Gherdowe, 1369 to der Gherdowe, 1460 Gherdauw, 1530 Gerdow bis 1662 Gerdau. 1225 wurde erstmals eine Mühle im Ortsteil Bohlsen genannt. Später entwickelte sich hier an der Gerdau die Wassermühle Bohlsen, die heute im Landkreis Uelzen die einzige noch im Betrieb befindliche Wassermühle darstellt.

## Eingemeindungen
Am 1. Juli 1972 wurden die Gemeinden Bargfeld, Barnsen, Bohlsen, Groß Süstedt und Holthusen II eingegliedert.

## Gemeinderat
Der Rat der Gemeinde Gerdau setzt sich aus elf Ratsfrauen und Ratsherren zusammen.
| Wahljahr | CDU | SPD | FWG | Grüne | Gesamt   |
| 2021     | 6   | 2   | 2   | 1     | 11 Sitze |
| 2016     | 7   | 2   | 1   | 1     | 11 Sitze |

Letzte Kommunalwahl in Niedersachsen 2021

## Kultur und Sehenswürdigkeiten

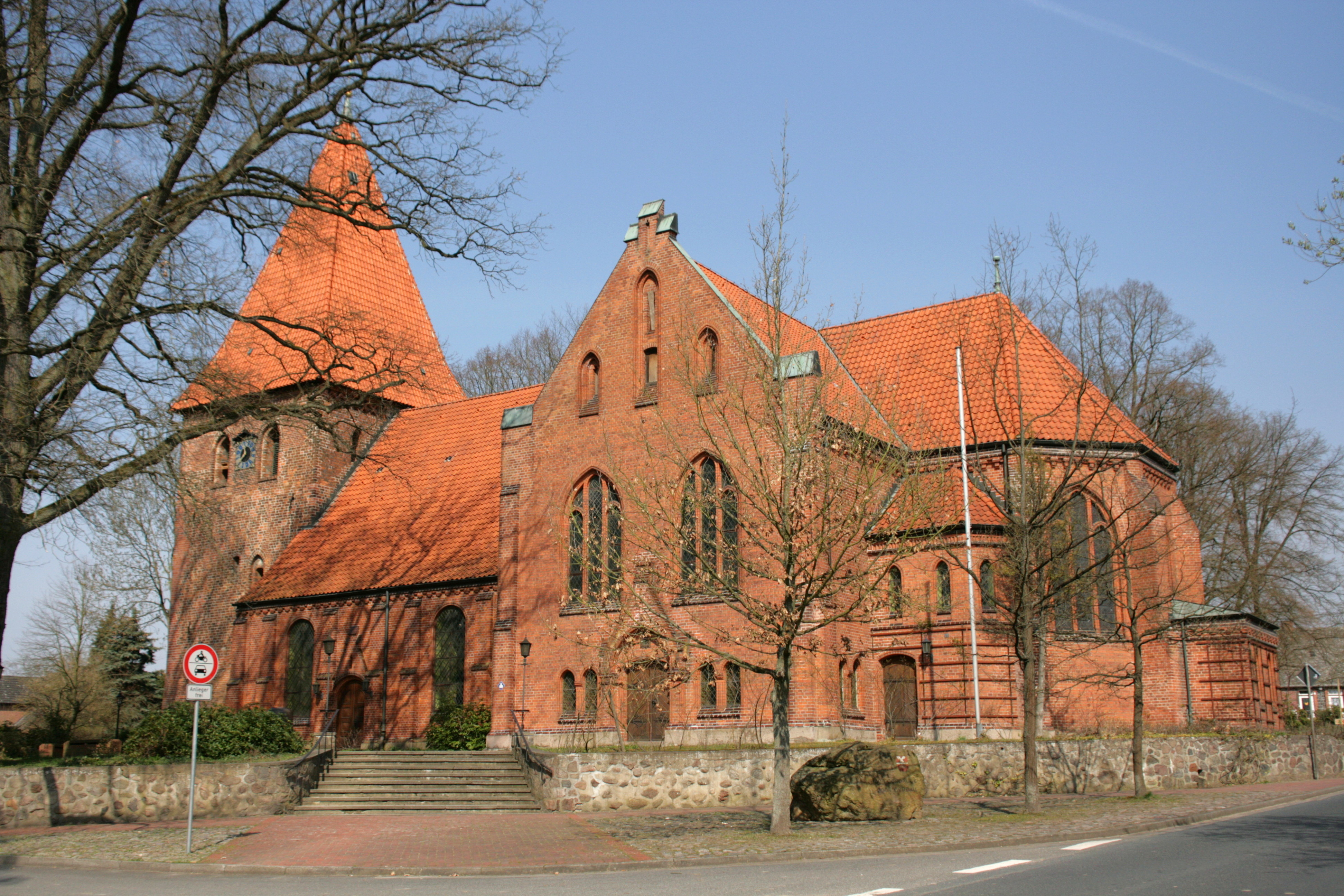
Evangelisch-lutherische St. Michaelis-Kirche in Gerdau

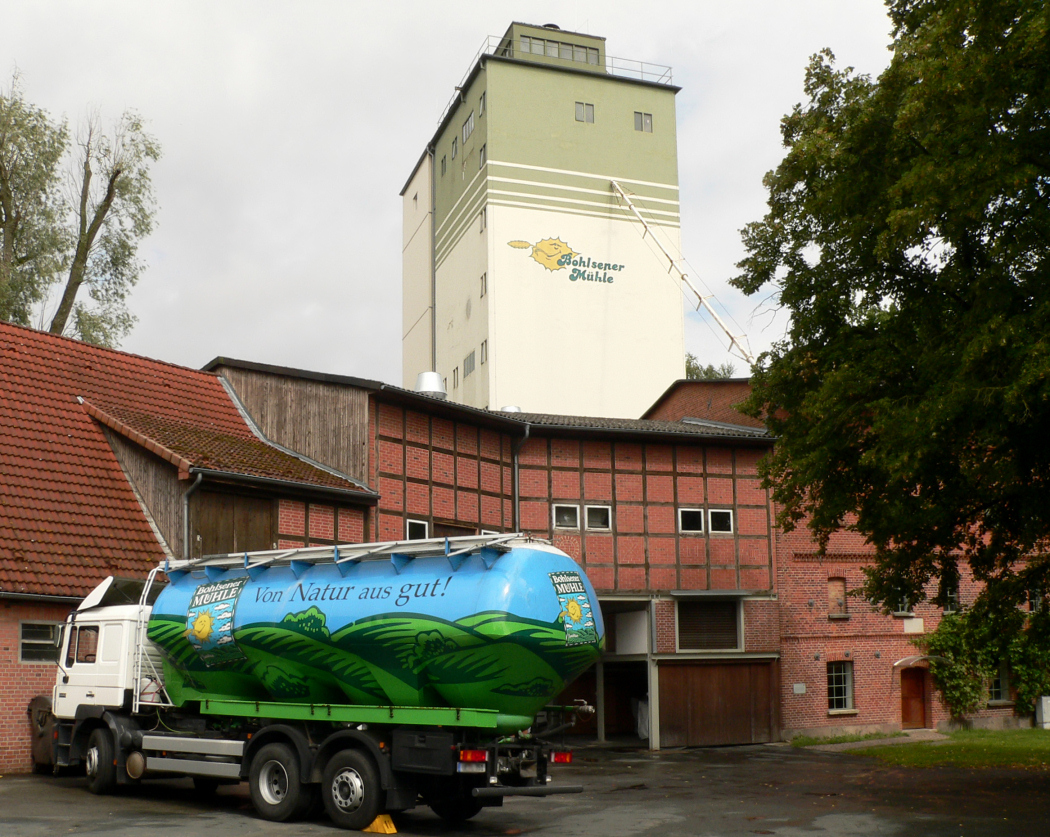
Wassermühle Bohlsen

Die St. Michaeliskirche in Gerdau wurde 1004 erstmals urkundlich erwähnt. Die evangelisch-lutherische Kirche wurde auf den Grundmauern eines ehemaligen gotischen Backsteinbaus errichtet. Sie wurde 1890 renoviert und vergrößert.

## Infrastruktur
Per Schiene ist eine Anbindung durch den METRONOM-Halt in Suderburg an die Metropolen Hamburg und Hannover gegeben. Der nächste IC-Halt ist am Hundertwasserbahnhof in Uelzen. Berlin ist per Zug über Hannover oder Uelzen-Stendal zu erreichen. Die günstigste Verbindung hat eine Reisezeit von unter 2 Stunden von Uelzen nach Berlin.
Über die Bundesstraßen 4, 191 und 71 ist die Samtgemeinde Suderburg an das Netz der Bundesautobahnen angebunden.
Der nächstgelegene Binnenhafen befindet sich in Uelzen am Elbe-Seitenkanal. Der wiederum eine gute Verbindung zum Hamburger Hafen darstellt.
Östlich der Ortschaft Barnsen ist der Flugplatz Uelzen angesiedelt. Der Platz verfügt über eine 800 Meter lange Asphaltbahn und wird neben der privaten Sportfliegerei auch von Geschäftsfliegern genutzt.

## Tourismus
Die Gemeinde ist Mitglied im Tourismusverein Suderburger Land e. V. und wirbt mit ihren landschaftlichen und touristischen Attraktionen im Gerdautal.